# Ureterstenose
Eine Ureterstenose ist eine Engstelle (Stenose) des Harnleiters, auch Harnleiterstenose genannt.
Im engeren Sinne bezeichnet der Begriff „Ureterstenose“ eine angeborene Ureterenge, im Gegensatz zur Striktur als erworbene Einengung des Ureters.

## Definitionen
Die Definition der Ureterstenose ist uneinheitlich. Einmal wird zwischen den natürlichen Engstellen und den krankhaften Einengungen unterschieden. Außerdem wird mitunter das Hinzukommen einer Aufstauung oberhalb der Stenose gefordert: „Eine Ureterstenose ist die Einengung des Harnleiters mit konsekutiver Aufstauung des darüber liegenden Abschnitts des ableitenden Harnsystems, also des oberen Harnleiters und des Nierenbeckenkelchsystems.“

## Einteilung
Das Reallexikon der Medizin und ihrer Grenzgebiete kennt zwei Bedeutungen einer Ureterenge:
- jede der drei natürlichen Engstellen des Harnleiters
  - am Abgang vom Nierenbecken (Pelvis renalis)
  - an der Kreuzung mit den Iliakalgefäßen
  - am vesikalen Ostium (Ostium ureteris)
- die eigentliche krankhafte Harnleiterstenose

Je nach Lokalisation der pathologischen Stenose können unterschieden werden:
- am Übergang des Nierenbeckens in den Ureter
  - Ureterabgangsstenose, auch ureteropelvine Stenose oder subpelvine Stenose, pyeloureterale Obstruktion
- im Verlauf des Ureters
  - retrokavaler Ureter (angeborene Fehlbildung mit abnormalen Verlauf des Harnleiters)[8]
  - retroiliakalaler Ureter (angeborene Fehlbildung mit abnormalen Verlauf des Harnleiters)[9]
  - retroperitonaeal durch Kompression bei Retroperitonealfibrose (Morbus Ormond) oder Tumoren
- im Einmündungsbereich in die Harnblase
  - prävesikale Stenose, auch Uretermündungsstenose oder terminale Ureterstenose

## Ursachen
Ursachen der primären angeborenen Ureterstenose
- Harnleitermündungsenge (Ostiumstenose)
- Ureterozele
- subrenale Stenose (Ureterabgangsstenose oder Ureterabgangsenge)

Ursachen der sekundär entstandenen oder erworbenen Ureterstenosen
- Kreuzung eines aberrierenden oder akzessorischen Gefäßes (Gefäßabdrosselung, Polarterien), nicht selten bei übernormal beweglicher Niere (Kippniere)
- ulzerierende Ureteritis (Harnleiterwandschädigung durch einen Stein)
- Periureteritis mit Retroperitonealfibrose, Ormondsche Erkrankung, retroperitoneale Fibrose
- Zustand nach Appendizitis oder nach Adnexitis (auch nach operativer Sanierung)
- Folge von Strahlenbehandlung von zum Beispiel gynäkologischen Karzinomen (Strahlenstenose)
- nach Operationen am oder in der Nähe des oder der Harnleiter
- nach Steinabgängen oder instrumentellen Harnleitersteinentfernungen
- durch Blasentumore oder Prostatatumore
- durch Tuberkulose

## Ureterstenosen im Rahmen von Syndromen
Bei einzelnen Syndromen kann eine Ureterstenose als Kriterium oder klinische Erscheinung mit auftreten, beispielsweise beim McKusick-Kaufman-Syndrom.

## Differentialdiagnose
Abzugrenzen sind Abflussbehinderungen durch Ureterklappen (quer verlaufende Schleimhautfalten mit glatter Muskulatur im Lumen).

## Geschichte
Friedrich August Walter beschrieb im Jahr 1800 „bei einer Frau von 50 Jahren“ einen unerklärlichen Fall einer beiderseitigen kompletten distalen Ureterstenose („Die Harngänge waren auf beiden Seiten nach oben etwas erweitert, nach unten aber so verstopft, daß auch nicht die mindeste Spur einer Oeffnung übrig geblieben war, und dennoch waren beide Nieren, wie bei jedem andren gesunden Menschen, gehörig gebildet und groß.“).